# Bückemühle

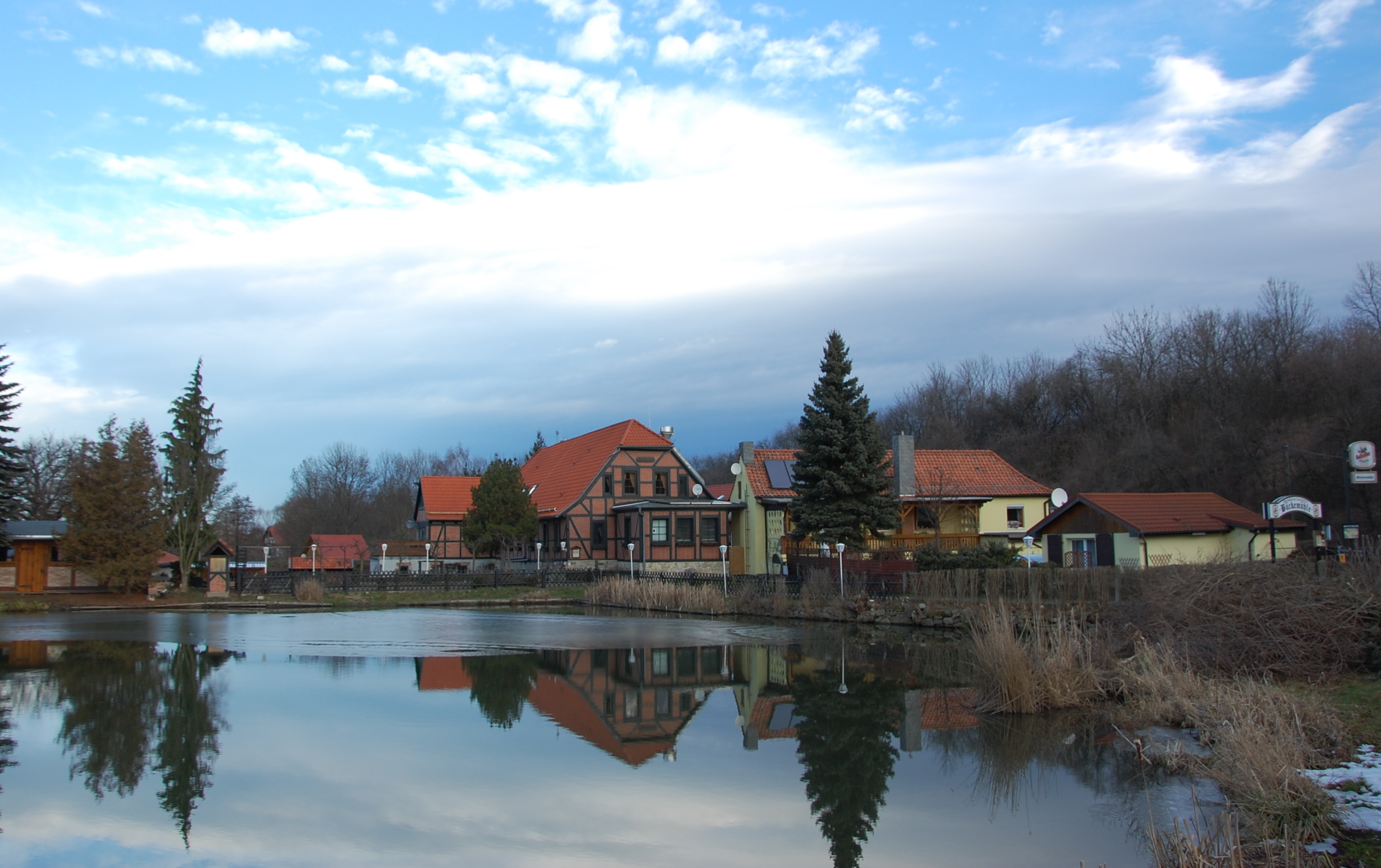
Blick über den Mühlteich zur Bückemühle

Die Bückemühle, auch Bückemühle I, ist ein denkmalgeschützter Mühlenhof im zur Stadt Quedlinburg in Sachsen-Anhalt gehörenden Ortsteil Stadt Gernrode. Sie wird heute als Gaststätte betrieben.

## Lage
Er befindet sich an der Adresse Am Bückeberg 3 nördlich der Ortslage von Gernrode am Kaltentalbach, am Fuße des Bückebergs. Der zur Mühle gehörende Bückenmühlenteich ist erhalten.

## Architektur und Geschichte
Die Wassermühle wird bereits für das Jahr 1643 erwähnt und wurde als Ölmühle betrieben. Als erster Besitzer ist ein Herr Heinrich überliefert, der die Mühle für 268 Taler an Michael Wulff verkaufte.
Die heutige Bebauung geht auf das Jahr 1700 zurück. Das Mühlengebäude wurde in Fachwerkbauweise errichtet und verfügt über eine profilierte Stockschwelle. Die Gefache sind mit Zierausmauerungen versehen. An der Anlage gibt es drei Hauszeichen mit Insignien von Mühlenbaumeistern. Darüber hinaus findet sich neben der Jahresangabe 1700 auch die Namen Siegfried Riegler und Ernst Wolf. Auch der Bückenmühlenteich entstand in diesem Zusammenhang. Die Mühle hatte das Schank- und Fischwaidrecht. So wurde in der Mühle die kleine Gaststätte Müllers Stube betrieben.
In den Jahren 1847 und 1852 stand die Mühle nach lang anhaltender Trockenheit zeitweise still.
Die Wassermühle war bis etwa 1930 in Betrieb und diente als Schrot- und Mehlmühle. 1905 war ein Herr Süßesspeck Müller der Mühle. Letzter Müller war Wilhelm Walkhoff. Die Mühle wurde dann im Jahr 1938 an Walter Sander verkauft. Es erfolgte ein Umbau, bei dem die Gaststätte vergrößert wurde. Die Mühlstube wurde zum Gastraum umgebaut und eine Pension eingerichtet. Noch bis 1960 war das alte Wasserrad erkennbar. Walter Sander blieb bis 1970 Eigentümer der Mühle, bereits ab 1960 wurde die Gastronomie durch den HO-Kreisbetrieb betrieben. Sander verkaufte die Anlage 1970 an Familie Wiesner, späterer Familienname Drews. Im November 1997 erwarb Rüdiger Karger das Anwesen.
Es bestehen Pläne wieder ein Mühlrad zu betreiben. Die Bezeichnung Bückemühle I nimmt auf die nicht mehr bestehende Bückemühle II, auch Große Mühle genannt, Bezug.
Im örtlichen Denkmalverzeichnis ist der Mühlenhof unter der Erfassungsnummer 094 45149 als Baudenkmal verzeichnet.